# 崔益鉉
崔 益鉉（チェ・イッキョン、さい えきげん、ハングル: 최익현、1834年1月14日（時憲暦道光13年12月5日） - 1907年1月1日（時憲暦光武11年11月17日））は、李氏朝鮮末期の儒学者・政治家。保守的な国粋主義者で衛正斥邪運動・抗日義兵闘争を指揮したために日本によって捕えられた。字は賛謙、号は勉庵。京畿道抱川出身。本貫は慶州崔氏。

## 人物
14歳で李恒老のもとで朱子学を学んだ後、1855年に文科に合格して官途につく。1873年に戸曹参判となり、国王高宗の父の興宣大院君の財政政策と鎖国攘夷政策を非難する上疏を提出、大院君失脚の政変（癸酉政変）のきっかけを作ったが、崔益鉉は2年間済州島で流刑生活を送った。
　だが、彼の大院君批判は方法論の問題であり、鎖国攘夷の路線についてはむしろ強硬論の立場に立ち、1876年の日朝修好条規締結に際しては、「開国通商は亡国をもたらす」として、斧の担いで宮廷前に現れてこれを激しく非難した。だが、その過激行動を理由に今度は黒山島に流される。3年後に許されるものの、現状に失望して帰郷し、甲午改革反対論、断髪令拒否を唱えた。1896年と1898年に再出仕を求められるが、日本や独立協会を非難する意見書を出してすぐに辞任した。第二次日韓協約締結直前、高宗の要請に抗し難く、再出仕に応じるものの、独立運動家として日本側によって捕えられて漢城から追放された。
　
1906年6月、全羅北道泰仁（現在の井邑市泰仁面）で門人とともに義兵を挙げるが、日本陸軍によって捕えられて日本の対馬に連行され、軟禁（付近への外出は自由）された。
　崔氏宗門会が発行した『勉庵崔先生全書（崔益絃全集）』（人。天地人３巻のうちの人の巻）に収録された「海外日記（対馬日記）」によると、対馬での拘留の初日、日本軍司令から冠（国王から戴いた帽子）を脱ぐよう命じられたが、「国王から戴いた物だから日本軍から命じられて脱ぐわけにはいかない」と拒否し、抗議の断食を始めた。絶食死しても日本軍の命令（脱帽）に応じない信念で、遺書まで書いたが、日本軍司令が絶食死を懸念して（上層部からの指示か？）命令を撤回した。
　以後も、その時の遺書は対馬に一緒に流された副官の林ヘイサンが保存していて、その年の冬、崔翁が病死したとき、祖国から棺を迎えにきた人々に託した。全集に収録された流罪直後の彼の自筆の「遺書」（国王あての書）は、国王にも届けられた。そのために、「日本軍の命令に抗議しての絶食」が死因であると誤解され、後の独立運動の過程でも「絶食して死んでも日本軍の命令を拒否した」と誤解された。殺されかけても信念を曲げなかったことは真実であるものの、絶食そのものが死因ではない。なお、この「遺書」には林ヘイサンによる説明の書簡も添えてあったが、それが国王のもとに届いたかは不明。
　詩文集に「勉菴集」がある。
　崔翁の死後、独立運動への影響力が大きいために、彼の著作はすべて焚書、所有することさえ禁じられたが、いわゆる地下で回し読みされ、各所で極秘裏に保存された。1989年に全集が発行され、国王あての「遺疏」も収録されている。
　（先述したように、日本軍側が折れて和解したために、この遺疏は実際は「遺疏／遺書」とはならなかったが、後に、本当の死に直面して書かれた「遺書」と誤解された。もちろん書いた当時は、それが遺書になってもよいという覚悟であった。この遺疏も全集に全文が収録されている。林ヘイサンの書が国王のもとに届けられたかは不明。）